# تشسکی برود
تشسکی برود (به چکی: Český Brod) یک منطقهٔ مسکونی در جمهوری چک است که در ناحیه کولین واقع شده‌است. تشسکی برود ۶٬۸۷۶ نفر جمعیت دارد.